# Josef Illing
Josef Illing (28. října 1895 Žatec – 1946 (???) Rakovník) byl československý politik německé národnosti a meziválečný poslanec Národního shromáždění za Sudetoněmeckou stranu.

## Biografie
Povoláním byl odborným učitelem. Podle údajů z roku 1935 bydlel v Podbořanech. Roku 1936 jsou jako bydliště uváděny Buškovice (u Podbořan).
V parlamentních volbách v roce 1935 se stal poslancem Národního shromáždění. Poslanecké křeslo ztratil v říjnu 1938 v důsledku změny hranic Československa.
Profesně byl před svou smrtí uváděn vládním školským úředníkem. Zemřel po válce v internaci v Rakovníku v rámci represí, patrně roku 1946. Jeho případ měl číslo spisu Ls 0342/46.